# Teramo
Teramo (Térame en français) est une ville italienne, d'environ 53 900 habitants, située dans la province de même nom, dans la région Abruzzes, en Italie méridionale.

## Toponymie
Le site de Teramo est sans doute celui que les Phéniciens appelaient Petrut (« haut lieu entouré d'eau »), nom latinisé en Praetut, dont sont ensuite dérivés le nom du peuple italique des Praetutii (« Prétutiens ») et les noms Praetutium et Ager Praetutianus de leur territoire.
Les Romains ont appelé la ville Interamnia Urbs (« ville entre les deux fleuves », en référence au Tordino et au Vezzola (it)) quand elle est devenue un municipe au Ier siècle av. J.-C., mais elle est plus souvent mentionnée sous le nom d'Interamnia Praetutium, Interamnia Praetutiorum ou Interamnia Praetutia (it) pour la distinguer d'autres cités également appelées Interamnia ou Interamna.
Le nom Interamnia s'est transformé en Interamne ou Teramne et Interamnium ou Teramnium pour finalement atteindre la forme Teramum au début du IIe siècle, d'où dérive le nom actuel.
De son côté, le nom Praetutium est devenu Aprutium à l'époque médiévale. Ce nom, qui apparaît dans des documents du VIe siècle, a désigné jusqu'au XIIe siècle à la fois la ville (également appelée Castrum aprutiense) et le territoire environnant, pour s'étendre ensuite à l'ensemble des Abruzzes (dont il serait l'origine du nom).

## Géographie
Teramo est située dans la partie septentrionale de la province des Abruzzes, dans le Val Tordino, entourée de collines sur le versant du Gran Sasso recouvert de vignes et d'oliviers. 
Elle se situe au confluent du Tordino et du torrent Vezzola (it) qui fait le tour du centre historique.

## Histoire

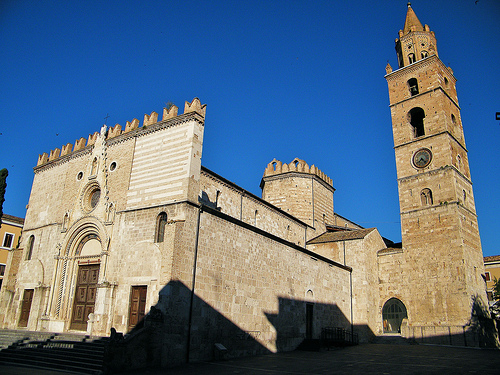
La cathédrale.

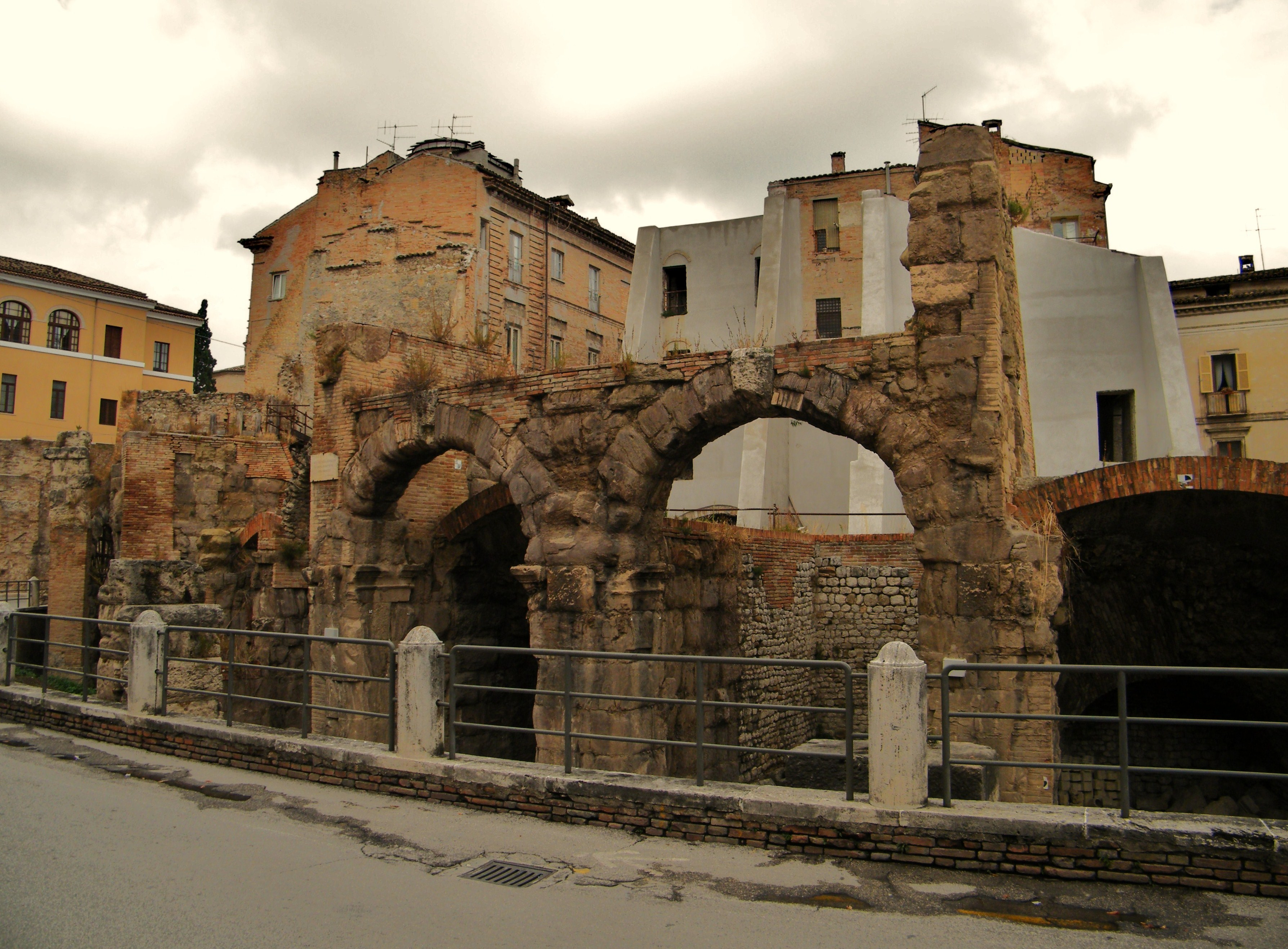
Le théâtre romain.

Déjà peuplée dans l'Antiquité, elle était la capitale de la tribu des Petruzzi, qui aurait donné son nom au Moyen Âge aux Abruzzes. 
Dominée par Rome en 268 av. J.-C., elle acquit la citoyenneté, passa à la tribu Velina et eut des constitutions municipales. Sous l'empire, elle connut une ère de grande prospérité comme en témoignent sous Adrien la construction de temples, de thermes et de théâtres.
Rasée par les Wisigoths en 410, elle fut ensuite conquise par les Lombards le siècle suivant. Au Moyen Âge, elle subit la domination des Normands puis des ducs des Pouilles et connut une ère de relative prospérité comme en témoigne la construction de la cathédrale Santa Maria Assunta et San Berardo.
Après le tremblement de terre de 1380 qui la détruisit entièrement, elle ne se releva jamais, même sous les dominations française puis espagnole.
Elle fit partie enfin du royaume de Sicile avant la formation de l'unité italienne du XIXe siècle.

## Culture

### Monuments et patrimoine
- La Domus du Lion (Palais Savini)
- La Nécropole de Ponte Messato
- Le théâtre romain
- L'amphithéâtre romain
- Le dôme de Teramo, Cattedrale di Santa Maria Assunta), principale église de la ville.
- Chiesa di Sant' Antonio
- Chiesa della Madonna delle Grazie
- Chiesa di San Domenico
- Chiesa dell' Annunziata
- Chiesa di Santa Anna dei Pompetti
- Chiesa di Santo Spirito
- Chiesa di Santa Maria in Cartecchio
- Chiesa della Madonna della Salute
- Chiesa di Santa Rita
- Chiesa di San Vincenzo Ferreri
- Chiesa di San Lorenzo Martire
- Chiesa di San Martino
- Chiesa di Santa Maria del Carmine
- Chiesa dei Santi Emilio e Colomba

### Sport
La ville dispose de nombreuses installations sportives, parmi lesquelles le Stade communal de Teramo, ou encore le Stade Gaetano Bonolis, dans lequel évolue la principale équipe de football de la ville du SS Teramo Calcio.

## Administration
| Période                                  | Période  | Identité            | Étiquette | Qualité |
| ---------------------------------------- | -------- | ------------------- | --------- | ------- |
| 1944                                     | 1946     | Antonino Ciaccio    |           |         |
| 1946                                     | 1949     | Francesco Franchi   |           |         |
| 1949                                     | 1956     | Alfredo Biocca      |           |         |
| 1956                                     | 1967     | Carino Gambacorta   |           |         |
| 1967                                     | 1980     | Ferdinando Di Paola |           |         |
| 1980                                     | 1985     | Gennaro Valeri      |           |         |
| 1985                                     | 1990     | Pietro D’Ignazio    |           |         |
| 1990                                     | 1994     | Antonio Gatti       |           |         |
| 1994                                     | 2004     | Angelo Sperandio    |           |         |
| 2004                                     | 2009     | Gianni Chiodi       | CDL       |         |
| 2009                                     | En cours | Maurizio Brucchi    | PDL       |         |
| Les données manquantes sont à compléter. |          |                     |           |         |

### Hameaux
Teramo comprend plusieurs hameaux.
| - Bivio Miano - Cannelli - Caprafico, à environ 10 km de Teramo - Casette - Castagneto, à 7 km de Teramo - Castrogno - Cavuccio, à 5 km de Teramo - Cerreto - Chiareto - Colle Caruno - Colleatterrato Alto - Colle Marino - Colleminuccio - Colle Santa Maria - Fonte del Latte | - Forcella, à environ 11 km de Teramo, domine la vallée de Vomano - Frondarola, petit village à environ 6 km de Teramo - Galeotti - Garrano alto - Garrano Basso - La Torre - Magnanella, à 9 km ea Teramo - Miano - Monticelli - Nepezzano, sur une colline à 7 km de Teramo, domine la vallée du torrent de Salinello - Orciano - Pantaneto | - Poggio Cono - Piano D'Accio, à 4 km de Teramo - Piano della Lenta - Ponte Vezzola - Poggio San Vittorino - Ponzano, Putignano - Rapino, Rocciano - Rupo - Sardinara - Saccoccia - San Nicolò a Tordino est une zone industrielle importante et se trouve à la jonction de l’axe, Teramo et la mer - San Pietro ad Lacum - Sant'Atto - Sant'Egidio - Secciola | - Scapriano, à environ 1 km de Teramo et a la particularité d’être le siège du palais des sports où joue l’équipe de basket de Teramo - Sciusciano - Sorrenti - Sparazzano - Spiano - Tofo Sant'Eleuterio - Torre Palomba - Travazzano - Valle San Giovanni - Valle Soprana - Varano - Villa Butteri - Villa Falchini - Villa Gesso - Vilal Pompetti | - Villa Ripa Sita à environ 5 km de Teramo en direction du Gran Sasso - Villa Romita - Villa Rossi - Villa Schiavoni - Villa Stanghieri - Villa Taraschi - Villa Tofo - Villa Tordinia - Villa Turri - Ferretti - Villa Viola - Villa Vomano, le long de la vallée de Vomano, est une importante bretelle autoroutière et se trouve à mi-distance de la chaîne de la Laga et de la mer Adriatique |

### Communes limitrophes
Basciano, Bellante, Campli, Canzano, Castellalto, Cermignano, Cortino, Montorio al Vomano, Penna Sant'Andrea, Torricella Sicura

## Personnalités nées à Teramo
- Gianfrancesco Nardi (1833-1903), photographe
- Vincenzo Cerulli (1859–1927), astronome
- Ernesto Aurini (1873-1947), photographe
- Marco Pannella (1930-2016), homme politique
- Ivan Graziani, (1945-1997), auteur-compositeur
- Ernesto Terra (1978-), footballeur
- Massimo Cancellieri (1972-), coach SIG Strasbourg Basket

## Personnalités liées à la commune
- Corrado Pellanera (1938-2024), joueur et entraîneur italien de basket-ball.